# Johannes Weber (Politiker, 1910)
Johannes Weber (* 21. Oktober 1910 in Duisburg; † nach 1955) war ein deutscher Kommunalpolitiker und ehrenamtlicher Landrat (CDU).

## Leben und Beruf
Nach dem Schulbesuch schlossen sich ein Studium des Bauwesens und ein Studium der Nationalökonomie an den Universitäten Wien, Göttingen, Greifswald, Berlin und Münster an. 1935 war Weber Diplom-Volkswirt. 1940 promovierte er. Von 1938 bis 1954 war er bei verschiedenen Firmen in Berlin und Warendorf als Geschäftsführer tätig. 1955 wurde Weber selbstständiger Kaufmann.
Mitglied des Kreistages des damaligen Landkreises Warendorf war er von 1952 bis 1955. Vom 25. November 1952 bis zum 26. November 1953 war Weber Landrat des Kreises. Zeitweise war er Kreisvorsitzender der CDU.